# Orkiestra Symfoników Bydgoskich

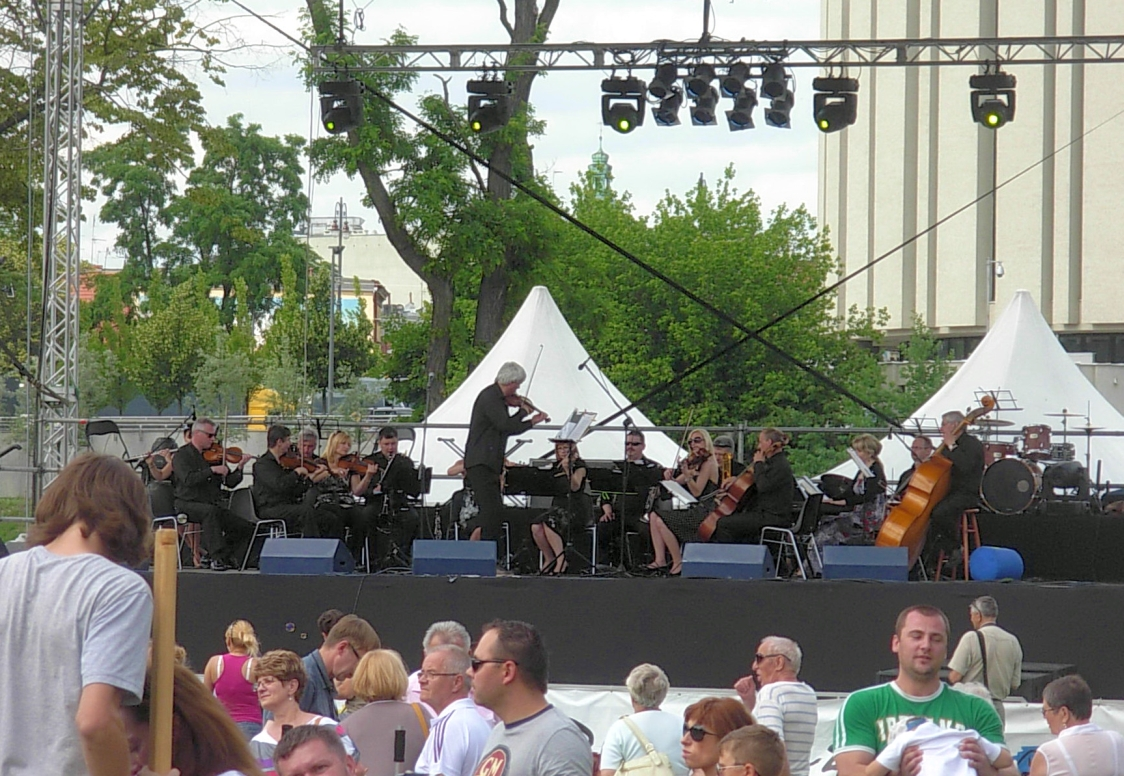
Koncert na Wyspie Młyńskiej w Bydgoszczy w 2012 r.

Orkiestra Symfoników Bydgoskich zwana także Orkiestrą Salonową im. Johanna Straussa – orkiestra specjalizująca się w wykonawstwie muzyki rozrywkowej, a zwłaszcza muzyki salonowej starego Wiednia. Występuje zarówno w składzie kilkuosobowym (zespół kameralny), jak i w charakterze kilkudziesięcioosobowej orkiestry symfonicznej.

## Historia
Orkiestra powstała w 1995 r. z inicjatywy muzyka, skrzypka-solisty Orkiestry Symfonicznej Filharmonii Pomorskiej, Marka Czekały. Orkiestra związała się z Towarzystwem Polsko-Austriackim, którego oddział powstał przy Zespole Szkół Muzycznych im. A. Rubinsteina w Bydgoszczy. Pierwszy oficjalny koncert odbył się 13 sierpnia 1995 r. w muszli koncertowej w parku Ludowym im. W. Witosa. Początkowo 16-osobowy zespół prowadził Henryk Wierzchoń, a następnie grającym dyrygentem na wzór Johanna Straussa ojca został założyciel Marek Czekała.
Orkiestra współpracowała z wieloma solistami, wokalistami, instrumentalistami oraz dyrygentami i prezenterami. Z zespołem występowali m.in.: aktorka Adrianna Biedrzyńska, prezenterzy Lucjan Kydryński i Wojciech Dzieduszycki, dyrygenci Henryk Wierzchoń, Barbara Weiser, pianiści: Waldemar Malicki i Krzysztof Herdzin. Śpiewali z towarzystwem orkiestry im. J. Straussa m.in.: Małgorzata Grela, Katarzyna Matuszak, Patrycja Stróżyk, Dariusz Pietrzykowski – soliści Opery Nova w Bydgoszczy, a także Adam Zdunikowski z Warszawy.
Orkiestra występowała na terenie całej Polski oraz za granicą m.in. na Litwie, w Niemczech i Szwecji. Koncertowała na Międzynarodowym Festiwalu Muzyki Wiedeńskiej we Wrocławiu i na Zamku Królewskim w Warszawie. W 1998 r. nagrała swoją pierwszą płytę „Lokomotywa” dla dzieci, zawierającą śpiewane wiersze Juliana Tuwima do muzyki bydgoskiego kompozytora Piotra Salabera. Na przełomie lat 2008 i 2009 uczestniczyła w nagraniu płyty Sławomira Wierzcholskiego „Blues w Filharmonii”, która w 2010 roku nominowana została  do prestiżowej nagrody Fryderyka.

## Charakterystyka
Orkiestra im. Johanna Straussa złożona jest z profesjonalnych muzyków grających na co dzień w muzycznych instytucjach Bydgoszczy takich jak Filharmonia Pomorska, Capella Bydgostiensis czy Opera Nova. Jest zespołem wszechstronnym wykonującym różnorodną muzykę: od klasyki, przez muzykę salonową i filmową, aż do rocka.
W repertuarze zespołu znajduje się około 100 utworów. Zdecydowana większość to utwory muzyki salonowej starego Wiednia, a także: walce, polki, marsze, czardasze. Wśród ulubionych kompozytorów orkiestry znajduje się rodzina Straussów, J. Offenbach, F. Lechar, F. Suppe, J. Brahms, J. Petersburski i R. Stolz. Orkiestra gra także muzykę filmową, muzykę polską lat 20. i 30. oraz muzykę poważną. Zakres jej artystycznych działań obejmuje także wykonawstwo muzyki oratoryjnej z udziałem chórów we wnętrzach zabytkowych obiektów i kościołów regionu Kujaw i Pomorza oraz w Warszawie. Grywała koncerty zarówno w małych szkolnych salkach jak i na dużych filharmonicznych scenach.
Jest znanym zespołem nie tylko w regionie, otrzymuje oferty koncertowe poza granicami Polski. Wykonuje kilkadziesiąt koncertów rocznie.